# 281
Évszázadok: 2. század – 3. század – 4. század
Évtizedek: 230-as évek – 240-es évek – 250-es évek – 260-as évek – 270-es évek – 280-as évek – 290-es évek – 300-as évek – 310-es évek – 320-as évek – 330-as évek
Évek: 276 – 277 – 278 – 279 –  280 – 281 – 282 – 283 – 284 – 285 – 286

## Események

### Római Birodalom
- Probus császárt és Iunius Tiberianust választják consulnak.
- Probus kivégezteti a lázadó Proculust, majd hadvezére, Victorinus segítségével lever egy britanniai felkelést.
- Probus bevonul Rómába és diadalmenetet tart a barbárok és lázadók felett aratott győzelmeiért.

### Kína
- Vu császár állítólag ötezer nőt szállíttat át legyőzött ellenfele, Szun Hao palotájából a háremébe. Ideje nagy részét ágyasaival és tivornyázással tölti, a kormányzást apósára, Jang Csünre és annak két fivérére hagyja.

## Halálozások
- Proculus, római trónkövetelő

## Fordítás
- Ez a szócikk részben vagy egészben  a(z)   281 című német Wikipédia-szócikk ezen változatának fordításán alapul.  Az eredeti cikk szerkesztőit annak laptörténete sorolja fel. Ez a jelzés csupán a megfogalmazás eredetét és a szerzői jogokat jelzi, nem szolgál a cikkben szereplő információk forrásmegjelöléseként.